# Löbl Ferenc
Löbl Ferenc (Nagyvárad, 1882. december – Izbica, 1942.) magyar építész.

## Élete
Életéről kevés adat ismert. Nagyváradi származású volt, de főként Budapesten és Bécsben működött tervezőként. Az izbicai gettóban hunyt el.

## Ismert épületei

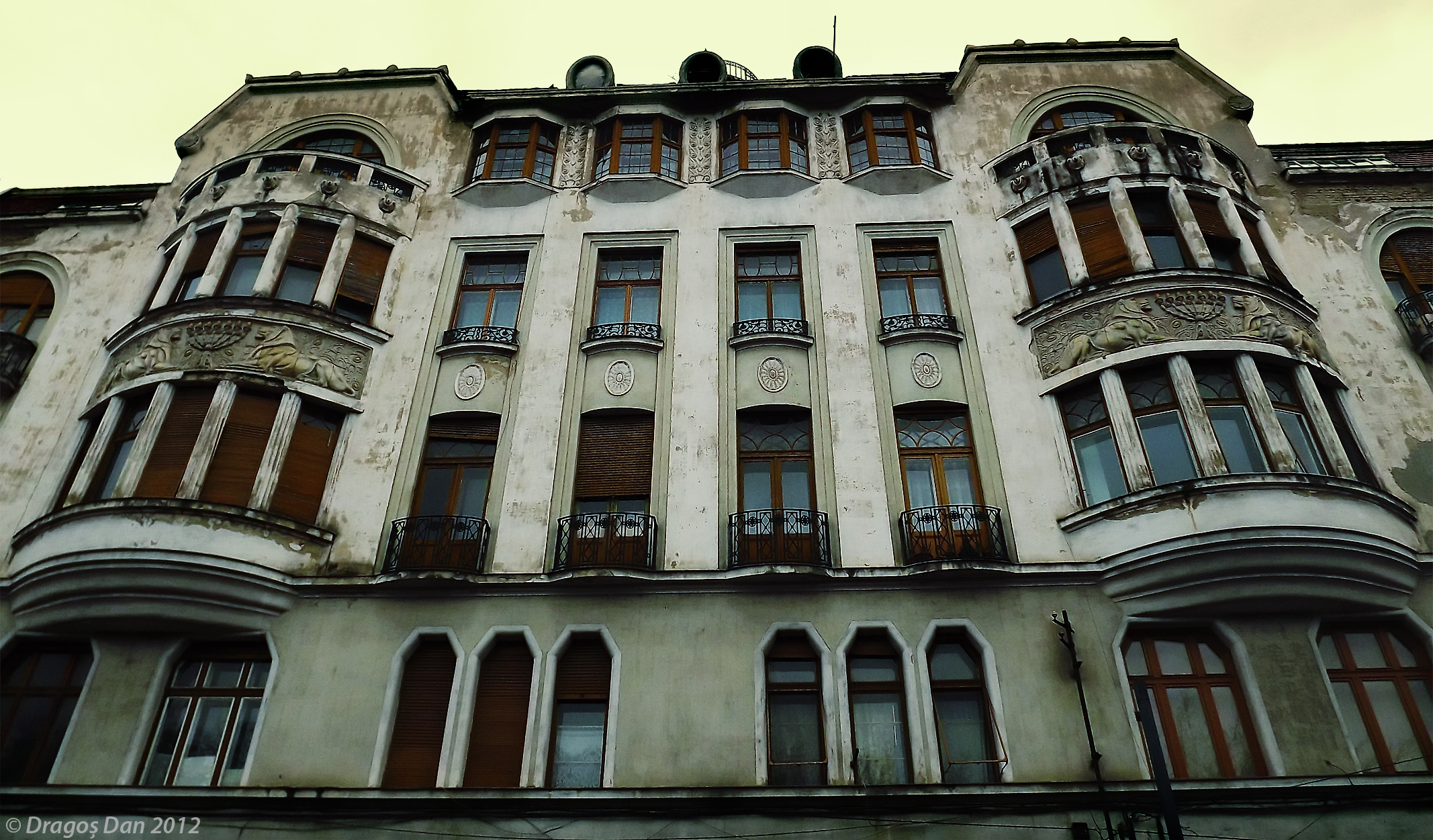
Kurländer és Ullmann Rt. áru- és lakóháza (1913-as fénykép)

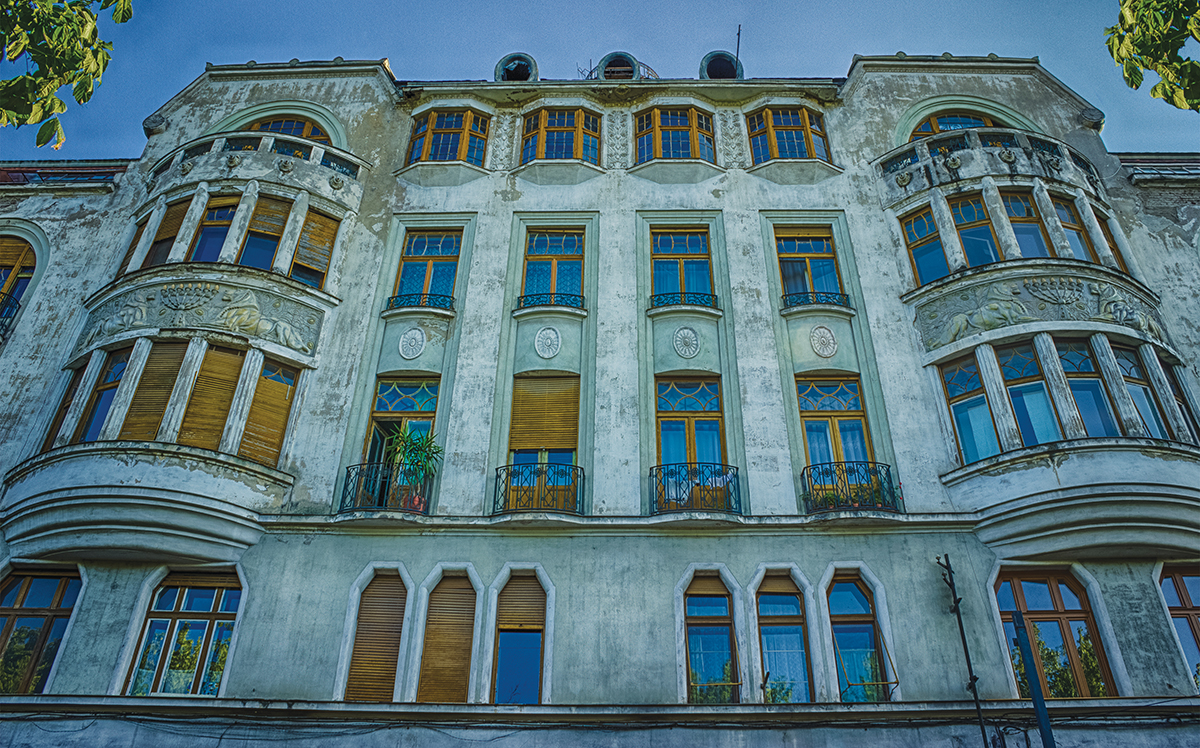
Kurländer és Ullmann Rt. áru- és lakóháza (2014-es fénykép)

- 1909–1911: Kurländer és Ullmann Rt. áru- és lakóháza („Ullmann-palota”), Nagyvárad, Pta 23 August[4][6]

### Tervben maradt épületek
- 1906: Központi Takarékpénztár, Nagyvárad[4]
- 1908: Belvárosi Takarékpénztár (Párisi udvar), Budapest, Ferenciek tere[4][7]
- ?: Műegyetemi diákszálló és menza, Budapest, Stoczek u. (Bábolnay Józseffel és Nagy Károllyal közös munka)[8]